# Sanremo '94
Sanremo '94 è una compilation pubblicata dall'etichetta discografica RTI/Ricordi nel 1994.
Si tratta di uno dei due album contenenti brani partecipanti al Festival di Sanremo 1994.
Dei 17 brani, 7 sono stati proposti nella manifestazione da artisti della sezione "Campioni", altri 9 da artisti della sezione "Nuove Proposte", il rimanente da una coppia di ospiti del Festival, brano indicato come presenza "in esclusiva".

## Tracce
1. Aleandro Baldi - Passerà
2. Danilo Amerio - Quelli come noi
3. Silvia Cecchetti - Il mondo dove va
4. Michele Zarrillo - Cinque giorni
5. Daniele Fossati - Senza un dolore
6. Lighea - Possiamo realizzare i nostri sogni
7. Giorgio Faletti - Signor tenente
8. Ivan Graziani - Maledette malelingue
9. Giò Di Tonno - Senti uomo
10. Gerardina Trovato - Non è un film
11. Alessandro Canino - Crescerai
12. Andrea Bocelli - Il mare calmo della sera
13. Valeria Visconti - Così vivrai
14. Marco Armani - Esser duri
15. Simona D'Alessio - È solo un giorno nero
16. Franz Campi - Ma che sarei
17. Amii Stewart & Dee Dee Bridgewater - Why